# Alexander King Sample
Alexander King Sample OESSH (* 7. listopadu 1960 St. Louis) je americký římskokatolický kněz, arcibiskup portlandský. Je členem Řádu Božího hrobu, nyní v hodnosti komtura s hvězdou, a je velkopřevorem řádového místodržitelství USA - Sever.

## Život
V letech 2006–2013 byl biskupem v Marquette (Michigan).
Je zastáncem spíše tradicionalistické linie a vysluhuje hojně mše svaté v tradičním římském ritu.